# (32342) 2000 QE90
2000 QE90 (asteroide 32342) é um asteroide da cintura principal. Possui uma excentricidade de 0.12330180 e uma inclinação de 4.83891º.
Este asteroide foi descoberto no dia 25 de agosto de 2000 por LINEAR em Socorro.